# 马斯基耶尔
马斯基耶尔（法語：Masquières，法語發音：[maskjɛʁ]）是法国洛特-加龙省的一个市镇，属于洛特河畔新城区。

## 地理
马斯基耶尔（44°24'26"N, 1°3'13"E）面积12.31 平方千米，位于法国新阿基坦大区洛特-加龍省，该省份为法国西南部内陆省份，北起多爾多涅省，西接吉倫特省和朗德省，南至热尔省，东临塔恩-加龙省和洛特省。
与马斯基耶尔接壤的市镇（或旧市镇、城区）包括：莫鲁、塞里尼亚克、库尔比亚克、泰扎克、图尔农达日奈、波特迪凯尔西。

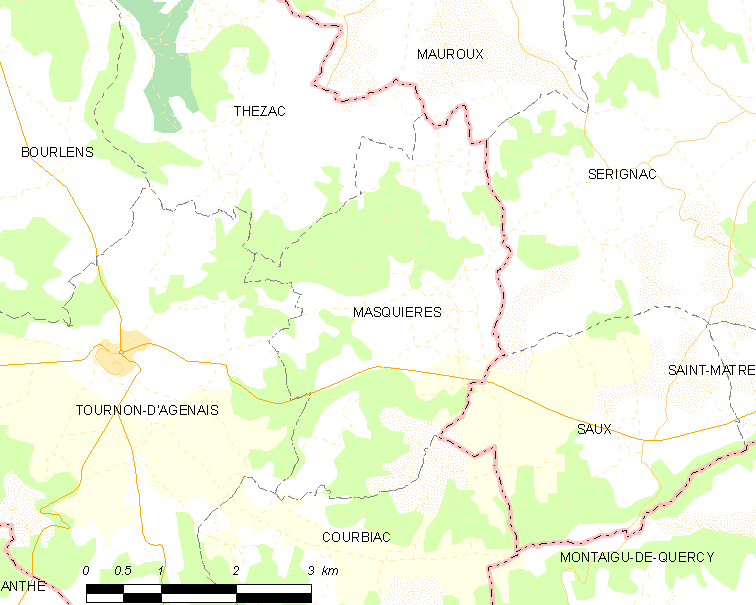
马斯基耶尔的OSM定位图

马斯基耶尔的时区为UTC+01:00、UTC+02:00（夏令时）。

## 行政
马斯基耶尔的邮政编码为47370，INSEE市镇编码为47160。

## 政治
马斯基耶尔所属的省级选区为勒菲梅卢瓦县。

## 人口

1962-2008年间马斯基耶尔人口变化图示

马斯基耶尔于2022年1月1日时的人口数量为175人。